# Cassida atrofemorata
Cassida atrofemorata – gatunek chrząszcza z rodziny stonkowatych i podrodziny tarczykowatych.
Gatunek ten opisany został w 2002 roku przez L. Borowca i D. Sassiego.
Chrząszcz o krótko-owalnym ciele długości od 5,5 do 6 mm i szerokości od 3,8 do 4,2 mm. Wierzch ciała z życia zielony, u okazów martwych żółty; za tarczką i u jej nasady z brązowymi znakami. Głowa z czarnym, płaskim, grubo punktowanym i mikrosiateczkowanym nadustkiem. Półokrągłe przedplecze u nasady jest tak szerokie jak podstawa pokryw. Punktowanie pokryw w większości regularne, rzadkie, a ich obrzeżenia w najszerszym miejscu mają ⅓ szerokości dysku. Za kątami barkowymi pokrywy niewcięte. Uda czarne, z wyjątkiem wierzchołkowej ćwiartki, która jest żółta. Stopy i golenie z wyjątkiem środkowego przyciemnienia żółte. Krętarze żółte do żółtawobrązowych. Spód tułowia i odwłoka czarne.
Owad znany z wschodniego Qinghai i północnego Syczuanu w środkowych Chinach.